# Китов, Георгий
Георгий Павлов Китов (болг. Георги Павлов Китов; 1 марта 1943, Дупница — 14 сентября 2008, Старосел, Болгария) — болгарский археолог, фраколог, исследователь Древней Фракии.

## Биография
Родился 1 марта 1943 года в Дупнице. Окончил 10-ю среднюю школу Софии (1-я мужская гимназия) в 1961 году. В детстве у Георгия был диагностирован порок сердца, но он скрывал эту болезнь и вопреки рекомендациям врачей решил отслужить в армии. К несчастью, его состояние здоровья ухудшалось, и он срочно был демобилизован. Продолжил обучение в Софийском университете, окончил в 1966 году по специальности «история» и после стал работать в Городском историческом музее Каварны, Добричском окружном историческом музее и на археологическом объекте «Нос Калиакра». С 1971 года сотрудник Национального археологического института и музея Болгарской АН. В 1974—1974 году[уточнить] обучался в Ленинграде на специальности «история искусств».
За свою жизнь Китов совершил множество великих открытий, связанных с культурой фракийцев. Среди них — могильники фракийцев в Стрелче, древний храм около села Старосел, Александровская гробница у села Хасково с уникальными настенными росписями времён IV века до н. э.. Однако главной находкой Китова стала 673-граммовая золотая маска царя Севта III, обнаруженная в августе 2004 году в гробнице около города Шипка. В Болгарии находка считается одним из доказательств существования древней цивилизации на территории Фракии и может пролить свет на историю этой цивилизации. В 2007 году в этой же местности была найдена ещё одна золотая маска, чей возраст насчитывал 2400 лет.
В 1977 году Китов получил звание доктора исторических наук, в 1990 году стал старшим научным сотрудником. Возглавлял с 1992 года Общее собрание Археологического института и музея Болгарской АН, с 1995 года — почётный доктор, преподаватель Нового болгарского университета. В 1972 году руководил археологической экспедицией ТЕМП. За свои открытия получил прозвище «болгарский Индиана Джонс». Написал более 200 статей и 10 научно-исследовательских работ об истории, археологии и религии фракийцев.
В последние годы в адрес Китова поступали неоднократные обвинения в непрофессионализме: в 2001 году Болгарский национальный археологический институт обвинил его в проведении раскопок без разрешения и официально лишил права проводить подобные раскопки. В 2005 году журнал «Археология» обвинил его в сотрудничестве с «чёрными копателями», которые продают ценности. Китов же в ответ говорил, что у каждого человека всегда есть своё мнение о деятельности археологов.
14 сентября 2008 Георгий Китов скоропостижно скончался от сердечного приступа в Староселе во время раскопок. Члены экспедиции в течение 15 минут пытались спасти доктора, делая искусственное дыхание и массаж сердца.

## Избранная библиография
- Тракийските могили край Стрелча. София 1979
- Траките в Ловешки окръг, С. 1980
- Национален археологически музей (Пътеводител), С. 1976
- Тракийското съкровище от Вълчитрън, С. 1978
- С българско име през вековете, С. 1979
- Борово. Сребърно тракийско съкровище , С. 1976
- Богатствата на тракийските владетели, С. 1992
- Долината на тракийските владетели (дипляна), С. 1997
- Тракийски култов център Старосел (дипляна), С. 2000
- Панагюрското съкровище, С. 2000
- Александрово — гробница-мавзолей (дипляна), София 2001
- Тракийски култов комплекс в Старосел, Варна 2002
- Долината на тракийските царе, Варна 2002
- Тракийски култов център Старосел, (2-о издание) Варна 2002
- Въведение в тракийската археология, (с Даниела Агре) 430 с. С. 2002
- Могила Светица проговори, Казанлък 2004
- Гробницата на Севт III, Казанлък 2004
- Александровската гробница, Варна 2002
- Панагюрското съкровище, Варна 2002; Варна 2006 (2-о издание), 125 с.
- The Valley of the Thracian Rulers, Varna 2005 (2nd edition), 99 pp.